# Yuo Yodogawa
Yuo Yodogawa (japanisch 淀川 ゆお Yodogawa Yuo) ist eine japanische Mangaka. Viele ihrer erotischen bis pornografischen Boys-Love-Manga wurden auch ins Deutsche übersetzt.

## Werdegang und Werk
Yodogawa begann ihre Arbeit ab 2010 mit selbstveröffentlichten Fancomics (Dōjinshi), die sie als Teil der Zirkel Chaos Blade und R-rated Pinpon Dash schuf. Dabei entstand auch Kataomoi Love Game, das ab 2014 auch bei einem Verlag erschien und später als Spiel nicht mit meinem Herz auch auf Deutsch erscheinen sollte. Sowohl die frühen, selbstverlegten Werke als auch die späteren Mangas erzählen erotische bis pornografische Geschichten über gleichgeschlechtliche Liebe zwischen Männern, sind also dem Genre Boys Love zuzuordnen.
Mehrere ihrer Kurzgeschichten und kurzen Serien sind miteinander verbunden, indem Charaktere immer wieder auftreten oder die Protagonisten untereinander bekannt sind. So erzählen Friends & Lovers und Catch my Heart mit teils überschneidenden Protagonisten über eine Reihe von Beziehungen im Oberschulumfeld, zwischen Schülern, Lehrern und deren Bekannten. Seit 2015 erscheinen Werke von Yodogawa auch auf Deutsch, zunächst eine Reihe von einzelnen Bänden bei Kazé Manga. Seit 2018 erscheint in Japan die erste längere Serie Yogogawas: Zombie Hide Sex dreht sich um zwei junge Männer, die in einer Zombie-Apokalypse zusammenfinden, gemeinsam kämpfen und zwischendurch mit Sex ihren Stress abbauen. Seit 2022 wird der Manga auf Deutsch von Carlsen unter dem Label Hayabusa verlegt. Dort erschien später auch Yodogawas dreiteilige Serie Encirclement Love über zwei miteinander befreundete Paare von Oberschülern.

## Bibliografie (Auswahl)
- Spiel nicht mit meinem Herz (片想いラブ・ゲーム Kataomoi Love Game, 2010–2013, 1 Band)
- Friends & Lovers (腐男子クンのハニーデイズ Fudanshi-kun no Honey Days, 2012, 1 Band)
- Catch my Heart (セフレのハートの掴み方 Sefure no Heart no Tsukamikata, 2013, 1 Band)
- Mehr als nur Freunde (偏屈な彼がヤンキーくんをほっとけない Henkutsu na Yankee-kun o Hottokenai, 2014–2015, 1 Band)
- Was sich neckt, das liebt sich (サトリくんとツンデレくん Satori-kun to Tsundere-kun, 2015–2016, 1 Band)
- Bettgestöber (異世界に飛んだらライバルにハメられてました!? Isekai Ni Tondara Rival Ni Hameraretemashita!?, 2017, 1 Band)
- Fudanshi-kun no Citrus Days (腐男子クンのシトラスデイズ, 2017–2018, 1 Band)
- Zombie Hide Sex (ゾンビ・ハイド・セックス, seit 2018, 6 Bände)
- Encirclement Love (エンサークルメントラブ, 2019, 3 Bände)
- Fudanshi-kun tachi no Bitter Sweet Days (腐男子クン達のビタースイートデイズ, 2020, 1 Band)
- Fudanshi-san to Nakimushi-kun no Strawberry Life (腐男子さんと泣き虫君のストロベリーライフ, 2021, 1 Band)
- Anti Lovers Mind Battle (アンチラバーズ・マインドバトル, 2024)